# Zephyranthes filifolia
Zephyranthes filifolia är en amaryllisväxtart som beskrevs av Herb. och Friedrich Fritz Wilhelm Ludwig Kraenzlin. Zephyranthes filifolia ingår i släktet Zephyranthes och familjen amaryllisväxter. Inga underarter finns listade i Catalogue of Life.